# 相模原市立旭中学校
相模原市立旭中学校（さがみはらしりつ あさひちゅうがっこう）は、神奈川県相模原市緑区橋本一丁目にある公立中学校。

## 通学区域
- 相模原市緑区[1]
  - 大山町
  - 西橋本1丁目
  - 西橋本2丁目
  - 西橋本3丁目1番〜5番・12番〜23番
  - 橋本1丁目
  - 橋本2丁目
  - 橋本3丁目
  - 橋本4丁目
  - 橋本5丁目
  - 橋本6丁目
  - 橋本台1丁目1番〜24番・26番・28番〜34番
  - 橋本台2丁目
  - 橋本台3丁目1番・4番・5番
  - 東橋本1丁目
  - 東橋本2丁目
  - 東橋本3丁目
  - 東橋本4丁目
- 相模原市中央区
  - 下九沢12・13・1080〜1100

## 進学前小学校
- 相模原市緑区
  - 相模原市立旭小学校（一部は相模原市立相原中学校又は私立へ）
  - 相模原市立橋本小学校（一部は私立へ）
  - 相模原市立宮上小学校（一部は私立へ）

## 卒業生
- 加山俊夫（元相模原市長）
- 小方颯（競泳日本代表）
- 富永愛 (モデル)
- 小堀倭加(競泳日本代表)